# Kaiserpokal 1973
Der Kaiserpokal 1973 war die 53. Austragung des Kaiserpokals, des höchsten japanischen Fußballpokalwettbewerbs. Sieger des Wettbewerbs waren die Mitsubishi Heavy Industries.

## Ergebnisse

### 1. Runde
|                       | Ergebnis |                              |
| --------------------- | -------- | ---------------------------- |
| Chūō-Universität      | 3:0      | Nippon Steel Kamaishi        |
| Otsuka Pharmaceutical | 3:1      | Wirtschaftsuniversität Osaka |

### 2. Runde
|                           | Ergebnis        |                             |
| ------------------------- | --------------- | --------------------------- |
| Chūō-Universität          | 1:4             | Toyota Motors               |
| Eidai Industries          | 1:0             | Dainichi Nippon Cable       |
| Meijō-Universität         | 0:1             | Waseda-Universität          |
| Kyushu-Sangyo-Universität | 2:3             | Handelsuniversität Osaka    |
| Kyoto Shiko Club          | 2:2 (2:3 i. E.) | Honda Motors                |
| Universität Sapporo       | 0:4             | Japanische Sportuniversität |
| Teihens FC                | 0:8             | Hōsei-Universität           |
| Tanabe Pharmaceutical     | 2:1             | Otsuka Pharmaceutical       |

### Achtelfinale
|                             | Ergebnis        |                    |
| --------------------------- | --------------- | ------------------ |
| Nippon Kokan                | 3:0             | Toyota Motors      |
| Eidai Industries            | 0:1             | Toyo Industries    |
| Furukawa Electric           | 2:2 (3:1 i. E.) | Waseda-Universität |
| Handelsuniversität Osaka    | 0:3             | Hitachi            |
| Yanmar Diesel               | 4:1             | Honda Motors       |
| Japanische Sportuniversität | 0:2             | Towa Real Estate   |
| Mitsubishi Heavy Industries | 1:1 (5:4 i. E.) | Hōsei-Universität  |
| Tanabe Pharmaceutical       | 0:3             | Nippon Steel       |

### Viertelfinale
|                             | Ergebnis |                  |
| --------------------------- | -------- | ---------------- |
| Nippon Kokan                | 3:4      | Toyo Industries  |
| Furukawa Electric           | 1:3      | Hitachi          |
| Yanmar Diesel               | 1:0      | Towa Real Estate |
| Mitsubishi Heavy Industries | 2:0      | Nippon Steel     |

### Halbfinale
|                 | Ergebnis |                             |
| --------------- | -------- | --------------------------- |
| Toyo Industries | 0:2      | Hitachi                     |
| Yanmar Diesel   | 0:1      | Mitsubishi Heavy Industries |

### Finale
|         | Ergebnis |                             |
| ------- | -------- | --------------------------- |
| Hitachi | 1:2      | Mitsubishi Heavy Industries |